# Movimento dos clubes de mulheres nos Estados Unidos

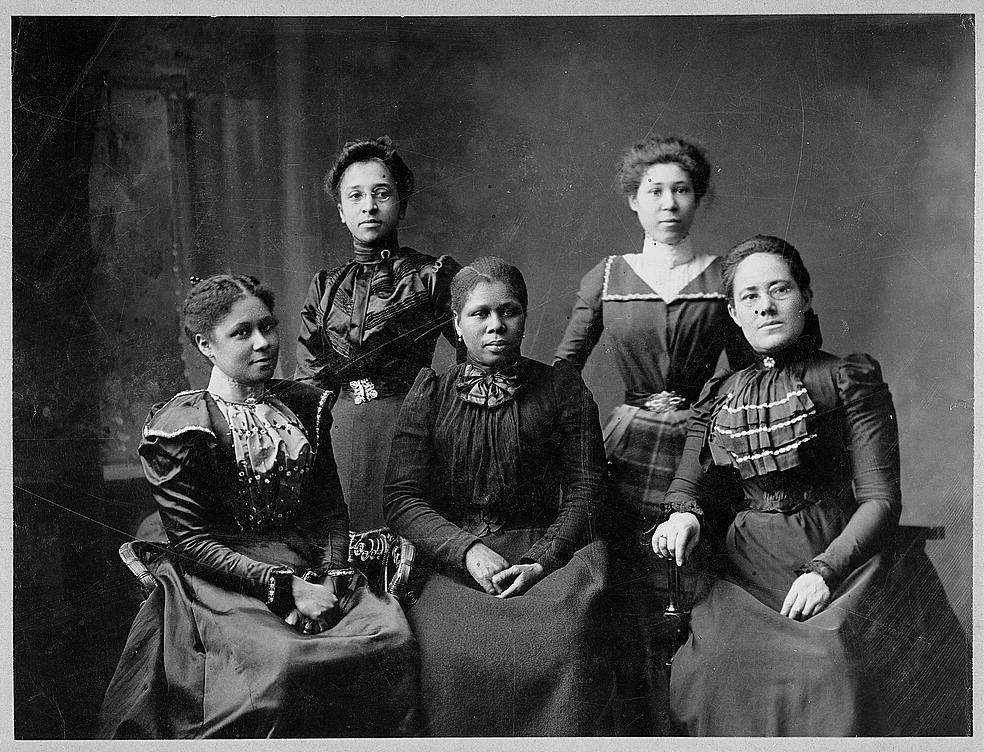
Cinco mulheres oficiais da Liga das Mulheres em Newport, Rhode Island, c. 1899.

O movimento dos clubes de mulheres ocorreu nos Estados Unidos e estabeleceu a ideia de que as mulheres tinham o dever moral e a responsabilidade de transformar as políticas públicas. Embora organizações de mulheres já existissem antes, foi somente durante a Era Progressista (1896-1917) que elas passaram a ser consideradas um movimento formal. A primeira fase do movimento de clubes foi iniciada por mulheres brancas, de classe média e protestantes. Uma segunda fase foi liderada por mulheres afro-americanas.
Esses clubes, a maioria dos quais havia começado como reuniões socioliterárias, acabaram se tornando uma fonte de reforma para várias questões nos EUA. Tanto os clubes de mulheres afro-americanas quanto os de mulheres brancas estiveram envolvidos em questões relacionadas à educação, temperança, trabalho infantil, justiça juvenil, reforma legal, proteção ambiental, criação de bibliotecas e muito mais. Os clubes de mulheres ajudaram a iniciar muitas iniciativas, como jardins de infância e sistemas de tribunais juvenis. Posteriormente, os clubes de mulheres também abordaram questões como o sufrágio feminino, linchamento e planejamento familiar. Esses clubes permitiram que as mulheres, que tinham pouca influência política na época, ganhassem maior influência em suas comunidades. À medida que as mulheres conquistaram mais direitos, a necessidade de os clubes exercerem influência política e social tornou-se menos importante. Com o tempo, a participação em clubes femininos diminuiu nos Estados Unidos. Entretanto, muitos clubes ainda continuam a operar e a influenciar suas comunidades.

## Sobre
O movimento dos clubes de mulheres tornou-se parte da era progressista, o que se refletiu nas diversas reformas e questões abordadas pelas sócias dos clubes. De acordo com Maureen A. Flanagan, muitos clubes de mulheres se concentravam no bem-estar da comunidade devido às experiências compartilhadas no cuidado com o bem-estar da vida doméstica. O cuidado com a comunidade era frequentemente chamado de “limpeza municipal” durante a era progressista e refletia a crença compartilhada por muitas sócias de que a vida no lar e na cidade estavam interligadas pela prefeitura. Ao promover a ideia de limpeza municipal, as mulheres também puderam justificar seu envolvimento no governo. Mais tarde, em 1921, Alice Ames Winter descreveu como as mulheres começaram a ver “seus lares como as unidades a partir das quais a sociedade foi construída” e perceberam que a vida doméstica e a vida pública estavam conectadas. Os clubes de mulheres “estabeleceram a ideia de que as mulheres tinham o dever moral e a responsabilidade de transformar, definir e moldar as políticas públicas”. Além disso, os clubes femininos serviam como “escolas de treinamento” para mulheres que desejavam se envolver na esfera pública, ajudando-as a obter poder social e político.
Muitos clubes de mulheres aumentaram seu número de associadas incentivando que as membros existentes patrocinassem ou indicassem novas associadas para o grupo. Os clubes frequentemente se organizavam em comitês ou divisões e muitos criaram e ocuparam suas próprias sedes. Atualmente, esses clubes continuam a ser locais de reunião para mulheres e outros encontros. Alguns também criaram seus próprios periódicos e boletins informativos.

## Histórico

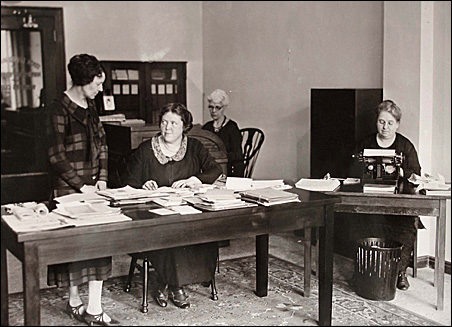
A sede da Federação de Clubes de Mulheres de Minnesota em Minneapolis, por volta de 1920.

Antes da fundação dos primeiros clubes femininos da era progressista, como o Sorosis e o Clube de Mulheres da Nova Inglaterra, a maioria das organizações voltadas para mulheres eram auxiliares de grupos masculinos ou estavam relacionadas a instituições religiosas. Jane Cunningham Croly, da Federação Geral de Clubes de Mulheres (General Federation of Women's Club - GFWC), observou em 1898 que as mulheres encontraram formas de se engajar fora do ambiente doméstico principalmente por meio de instituições religiosas.
Ao se envolverem em grupos religiosos ou de caridade, as mulheres não apenas encontraram companheirismo, mas também uma maneira de promover mudanças em suas comunidades. Essas foram algumas das poucas oportunidades disponíveis para as mulheres contribuírem fora do âmbito doméstico. No início do século XIX, algumas das primeiras organizações lideradas por mulheres foram fundadas como grupos religiosos, com mulheres brancas já participando de iniciativas de caridade e apoio religioso desde a década de 1790.
A partir da década de 1840, as mulheres também começaram a se engajar em grupos antiescravistas, movimentos de temperança e organizações de sufrágio feminino. As mulheres afro-americanas desempenharam um papel crucial na organização de muitos grupos antiescravistas, com o primeiro deles sendo fundado em 1832. Mulheres brancas seguiram o exemplo das mulheres negras e também se envolveram na criação de grupos abolicionistas.
À medida que as mulheres passaram a ter mais tempo livre, surgiram os clubes femininos. Inicialmente, a maioria desses clubes focava em atividades literárias, autoaperfeiçoamento e oportunidades sociais para mulheres brancas de classe média. Esses clubes ofereciam um espaço para que as mulheres compartilhassem ideias e percebessem a importância de suas opiniões, além de promoverem ações coletivas baseadas nessas ideias. Os clubes literários em áreas pioneiras possibilitaram às mulheres explorar a leitura e fazer novas amizades. Muitos desses clubes mantinham coleções de livros para o uso das associadas. Em vez de formar um clube literário, as mulheres de Galveston optaram por criar um clube científico, que também se dedicava ao aprendizado.
Croly observa que os clubes femininos não foram criados para imitar os grupos masculinos; em vez disso, foram estabelecidos para proporcionar às mulheres um espaço onde pudessem compartilhar ideias como iguais, e essas ideias frequentemente se transformavam em ações práticas. Como Mary I. Wood e Anna J. H. (Sra. Percy V.) Pennybacker descreveram: “Desde muito cedo, as mulheres do clube não estavam dispostas a discutir Dante e Browning durante encontros sociais nas salas de estar de algumas senhoras, enquanto passavam por caminhos ladeados de lixo inestético em suas jornadas até lá.” As mulheres justificaram seu movimento de reforma social baseando-se na ideia vitoriana de que eram naturalmente moralmente superiores aos homens. À medida que os clubes evoluíram do foco no autoaperfeiçoamento para o aprimoramento comunitário, os clubes femininos no oeste dos EUA ficaram um pouco atrás dos clubes estabelecidos nas regiões mais desenvolvidas do país. No final do século XIX, os clubes femininos se viam como uma tentativa de “exercer uma influência refinadora e enobrecedora” em suas comunidades. Eles também consideravam os clubes como um recurso intelectual e prático que contribuiria para a formação de mulheres melhores e, consequentemente, para um país melhor.
O Sorosis e o GFWC registraram grandes aumentos no número de membros em 1889 e 1890. O GFWC cresceu para cerca de um milhão de mulheres em 1910 e para um milhão e meio em 1914. A criação de uma organização de cúpula para os diversos clubes de mulheres permitiu uma coordenação mais eficiente entre eles. No entanto, o GFWC excluiu clubes afro-americanos de sua associação, e muitos clubes brancos no final do século XIX também excluíam mulheres negras e judias. Os clubes de mulheres brancas frequentemente ignoravam as desigualdades raciais devido à controvérsia em torno do tema e, mesmo quando abordavam essas desigualdades, faziam-no com "tato para ganhar membros e apoio". Alguns clubes de mulheres brancas não se preocupavam com questões relacionadas aos afro-americanos, pois "apoiavam a ideologia e as práticas racistas de sua época”.
Em 1907, o editor de revistas Edward Gardner Lewis criou a Liga da Mulher Americana (American Woman's League) como um empreendimento de marketing para apoiar suas publicações, a Woman's Magazine e o Woman's Farm Journal, que formaram as “Chapter Houses” das mulheres locais. Muitas dessas casas evoluíram para clubes femininos proeminentes e, posteriormente, a rede tornou-se uma organização mais tradicional, com cotas pagas ao escritório nacional, conhecida como a “República da Mulher Americana”.
Os clubes femininos desempenharam um papel ativo no movimento pelo sufrágio feminino e também apoiaram o esforço de guerra durante a Primeira Guerra Mundial. As mulheres dos clubes arrecadaram fundos, colaboraram com a Cruz Vermelha, financiaram a Home Guard e estabeleceram redes de comunicação dentro das comunidades para disseminar informações rapidamente. Além disso, os clubes femininos tricotavam meias, enrolavam bandagens para os soldados e vendiam títulos de guerra. No Texas, a Federação de Clubes de Mulheres do Texas (Texas Federation of Women's Clubs - TFWC) ajudou a criar cantinas recreativas para os soldados. Durante a década de 1930, os clubes de mulheres organizaram programas em colaboração com a Works Progress Administration. Com o início da Segunda Guerra Mundial, os clubes de mulheres intensificaram seu envolvimento no voluntariado.
Em 1964, com a aprovação da Lei dos Direitos Civis, e em 1966, com a formação da Organização Nacional para Mulheres (National Organization for Women - NOW), os clubes femininos voltaram a crescer significativamente.
Embora muitas organizações tenham promovido mudanças relacionadas ao trabalho infantil, o GFWC se destacou como defensor de algumas das primeiras leis sobre o tema. As crianças eram contratadas porque eram mais baratas e mais fáceis de controlar do que os adultos. No início da década de 1900, foram formadas organizações de mulheres trabalhadoras para proteger seus direitos, entre as quais se destacava Lenora O'Reilly, que ajudou a desenvolver a Liga Sindical Feminina (Women's Trade Union League - WTUL). A WTUL apoiava demandas por salários justos e promovia o fim do trabalho infantil.

### Movimento de clubes afro-americanos

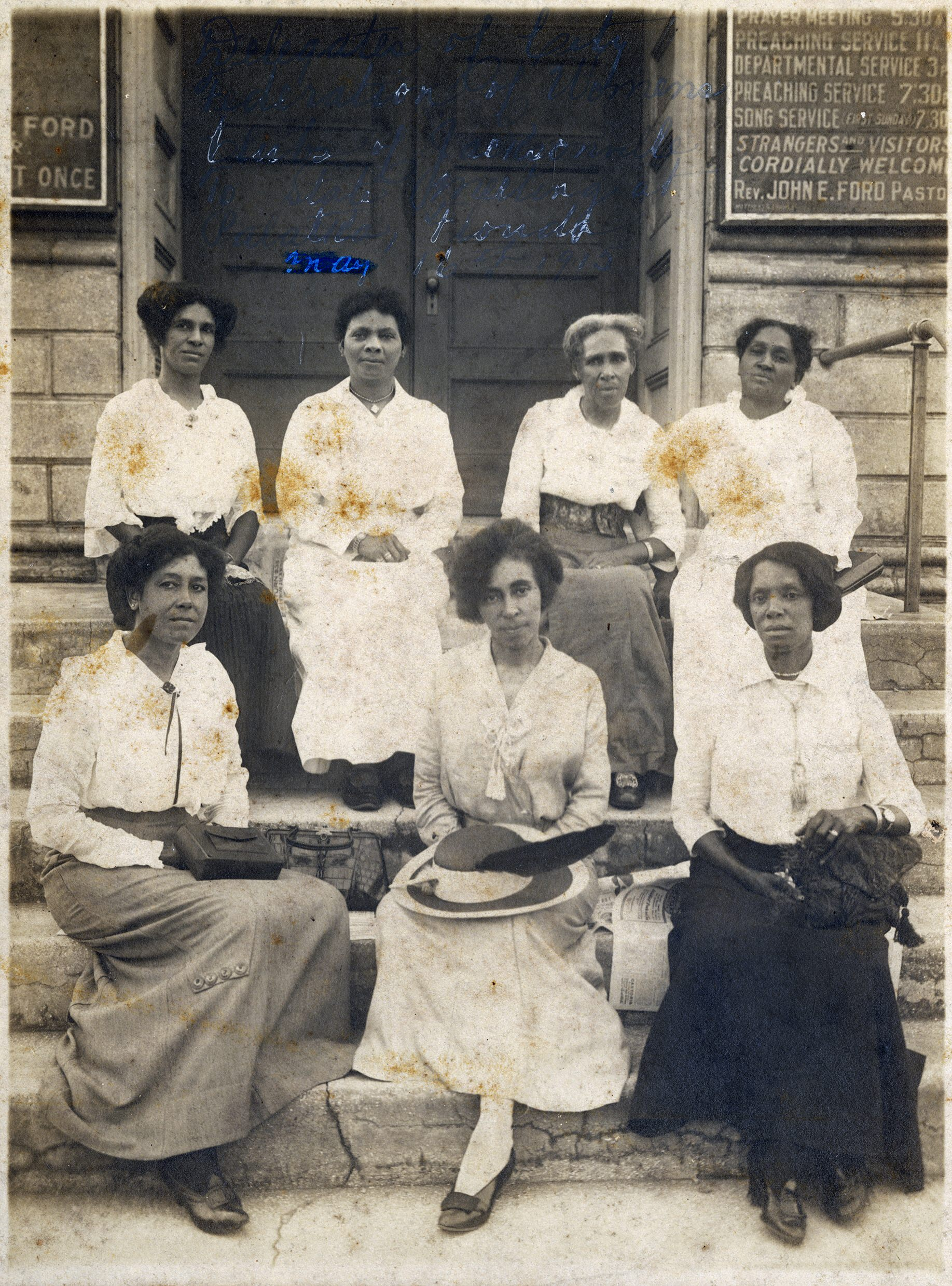
Eartha White (centro, primeira fileira) é fotografada com delegadas na reunião estadual da Federação Municipal de Clubes de Mulheres de Cor de Jacksonville, em Palatka, Flórida - 16 de maio de 1915.

Mesmo antes da abolição da escravidão, as mulheres afro-americanas começaram a se reunir para criar organizações voltadas para o bem-estar de suas comunidades. Essas mulheres foram rápidas em "se organizar para a autoajuda". Um dos primeiros clubes de mulheres afro-americanas foi a Sociedade Benevolente Feminina de St. Thomas, na Filadélfia, fundada em 1793. Naquela época, a Filadélfia contava com várias organizações de origem negra. Após a Sociedade Benevolente Africana (Free African Union Society), em Newport, Rhode Island, não permitir que as mulheres ocupassem cargos de liderança ou votassem, elas fundaram seu próprio grupo. Outro grupo, a Sociedade Religiosa e Moral Feminina de Cor (Colored Female Religious and Moral Society), foi criado em Salem, Massachusetts, em 1818. Os clubes de mulheres negras também contribuíram para a arrecadação de fundos para o jornal antiescravista The North Star. Muitas igrejas negras devem sua existência ao trabalho dedicado das mulheres afro-americanas que se organizaram em suas comunidades. Os clubes literários de mulheres negras começaram a surgir já em 1831, com a fundação da Sociedade Literária Feminina da Filadélfia (Female Literary Society of Philadelphia).
Após a abolição da escravidão nos Estados Unidos com a ratificação da Décima Terceira Emenda em 1865, as mulheres negras continuaram a se organizar e frequentemente colaboraram com igrejas para assegurar que suas comunidades fossem atendidas. Muitas dessas organizações foram "tão resilientes que conseguiram sobreviver aos desastres gêmeos da falência dos bancos e da febre amarela". Em 1868, foram formados clubes de mulheres negras no Condado de Harris, Texas. Entre 1880 e 1920, as mulheres negras de Indianápolis, Indiana, fundaram mais de 500 clubes para abordar uma variedade de questões.
Durante a era progressista, muitas mulheres negras migraram para o norte dos Estados Unidos e para áreas mais urbanas. Na década de 1890, o movimento de clubes para mulheres negras começou a se concentrar em “reforma social e política” e tornou-se mais secular. As mulheres negras enfrentaram problemas semelhantes aos das mulheres brancas durante esse período, mas frequentemente eram excluídas dos serviços e da assistência que beneficiavam apenas os brancos. Além de serem excluídas dos clubes de brancos, as mulheres negras também eram muitas vezes marginalizadas pelos clubes criados por homens negros. Além disso, muitas mulheres negras se sentiam desafiando os estereótipos impostos à sua comunidade. Os clubes femininos proporcionavam uma plataforma para que as mulheres negras combatessem os estereótipos da época, que as retratavam como desprovidas de moralidade, sexualmente devassas e incapazes de manter responsabilidades conjugais e familiares. Ser membro de um clube de mulheres também ajudava a conferir às mulheres negras uma posição social mais elevada em suas comunidades.
As faculdades negras desempenharam um papel significativo na criação de clubes de mulheres afro-americanas. Ida B. Wells foi uma figura crucial no crescimento desses clubes durante a Era Progressista. Diversos clubes foram estabelecidos em grandes cidades do país em sua homenagem. Em Chicago, a rica ex-abolicionista Mary Jane Richardson Jones apoiou o desenvolvimento de vários clubes e atuou como a primeira presidente do clube em homenagem a Wells. Outras organizadoras influentes foram Josephine St. Pierre Ruffin e Mary Church Terrell. Em 1896, foi fundada a Associação Nacional de Mulheres de Cor (National Association of Colored Women - NACW), que surgiu a partir das campanhas contra linchamentos lideradas por Wells. A campanha de Wells contra o linchamento provocou uma reação do presidente da Associação de Imprensa do Missouri, que atacou violentamente as mulheres negras em uma carta amplamente divulgada entre os clubes femininos por Ruffin. Ruffin utilizou a carta como um “chamado à ação” e desempenhou um papel fundamental na formação da NACW.

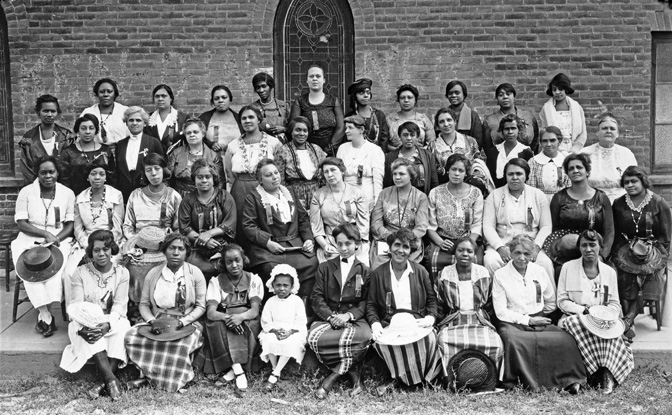
Primeira Convenção da Federação de Clubes de Mulheres Negras de Montana, Butte, Montana, 3 de agosto de 1921.

Tanto mulheres negras quanto brancas participaram da fundação da Associação Nacional para o Progresso das Pessoas de Cor (National Association for the Advancement of Colored People - NAACP) em 1909 e frequentemente estiveram envolvidas em grande parte do trabalho local da organização. Em 1900, quase todas as comunidades negras tinham um clube de mulheres. Em 1910, proporcionalmente ao tamanho da população, o número de clubes de mulheres afro-americanas superou o número de clubes de mulheres brancas. Em 1914, a NACW contava com cinquenta mil associadas e mais de mil clubes afiliados à organização guarda-chuva. As mulheres negras buscavam visibilidade, e a NACW desempenhou um papel fundamental na organização delas para melhorar as condições em suas comunidades. Além disso, havia várias versões afro-americanas da WCTU e da YWCA.
O NACW arrecadou mais de US$ 5 milhões em bônus de guerra durante a Primeira Guerra Mundial. O Clube de Mulheres de Norfolk (Woman's Club of Norfolk) escreveu cartas e enviou pacotes de cuidados para as unidades negras segregadas enviadas para lutar no exterior. Durante a Grande Depressão, os clubes de mulheres negras começaram a se direcionar para “mudanças estruturais e políticas eleitorais”. O Conselho Nacional de Mulheres Negras (National Council of Negro Women - NCNW) tornou-se um grupo dominante no movimento de clubes de mulheres nos círculos afro-americanos. Após a Segunda Guerra Mundial, as mulheres negras de classes mais baixas e da classe trabalhadora passaram a desempenhar um papel mais proeminente na organização das comunidades, substituindo as mulheres negras de classe alta.

### Clubes de esposas de professores
Os clubes de esposas de professores começaram a ser formados em muitas universidades americanas no início do século XX. Eles surgiram através das carreiras dos cônjuges dos membros e eram localizados de acordo com suas respectivas afiliações e geograficamente restritos. Portanto, a maioria deles não recebeu o mesmo número de membros nem a mesma visibilidade de alguns dos grupos anteriores. No entanto, sua existência ainda pode ser verificada em vários arquivos de universidades nos Estados Unidos, como a Universidade de Washington, a Universidade Estadual de Kent e a Universidade Estadual Ball.
Esses clubes de esposas de professores foram formados durante a era progressista e desempenhavam as mesmas funções de comunidade, educação cultural e serviço que caracterizavam os grupos maiores. Uma das principais funções dos clubes era promover a comunidade entre as pessoas afiliadas à universidade. As esposas da Ball State University realizavam jantares regulares para seus maridos, tanto para aliviar o estresse quanto para construir relacionamentos. Na Universidade de Washington, as esposas formaram um “clube de recém-chegados” para garantir que as esposas dos novos professores se sentissem bem-vindas e incluídas na universidade.
Além de promover relações, os diversos clubes ofereceram seu tempo e habilidades para beneficiar a comunidade em geral. Na Universidade Estadual de Emporia, o Clube de Esposas de Professores fez curativos para a Cruz Vermelha durante a Primeira Guerra Mundial e costurou regularmente para a Cruz Vermelha durante a Segunda Guerra Mundial. Na Universidade Estadual Ball, o clube costurava para o hospital local.
Os clubes de esposas de professores foram importantes durante grande parte do século XX. Na segunda metade do século, alguns dos clubes se fundiram com outros grupos para formar o Clube de Mulheres Universitárias (University Women's club), refletindo a mudança na diversidade do corpo docente e nos papéis de gênero nos Estados Unidos. Outros clubes de mulheres permaneceram independentes e vibrantes em suas comunidades, como o da Universidade de Washington.

### Declínio dos clubes de mulheres no século XX
Os clubes de mulheres afro-americanas começaram a enfrentar desafios e declínio a partir da década de 1920, embora muitos continuassem a desempenhar papéis importantes em suas comunidades. Na década de 1960, observou-se uma diminuição no interesse e na participação em clubes de mulheres brancas. Isso pode ser atribuído a várias mudanças sociais e culturais, incluindo a crescente participação das mulheres no mercado de trabalho e novas oportunidades de socialização fora dos clubes tradicionais.
Os clubes de mulheres começaram a transferir parte de suas atividades para entidades municipais e outras organizações, resultando em uma perda de influência. Com a entrada crescente de mulheres no mercado de trabalho e a redução do tempo livre, a capacidade de se dedicar ao trabalho dos clubes foi impactada.
Atualmente, muitas mulheres estão ocupadas com longas jornadas de trabalho ou atividades extracurriculares dos filhos, o que contribui para a diminuição do número de clubes femininos. Em 2010, o número de clubes femininos havia diminuído significativamente em todo o país, refletindo uma tendência mais ampla entre associações de clubes nos Estados Unidos. A falta de tempo de lazer, especialmente entre as gerações mais jovens, tem sido um fator importante nesse declínio.

### Clubes de mulheres no século XXI

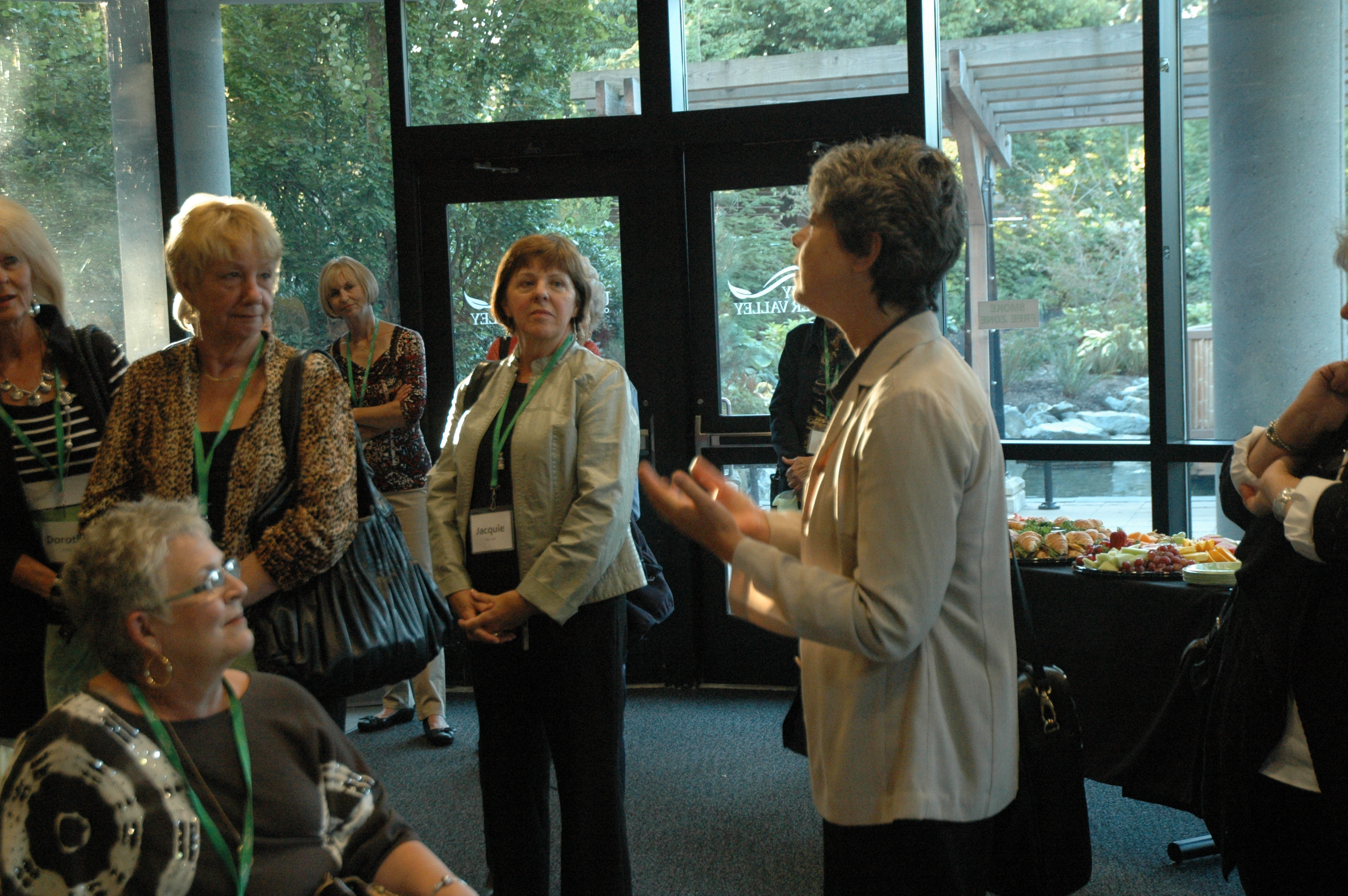
Clube da Mulher Universitária da Universidade de Fraser Valley, 2012.

Alguns clubes femininos continuam ativos e relevantes. O Clube de Mulheres de Houston Heights (Houston Heights Woman's Club) e o Clube de Mulheres de Forest Hills (Women's Club of Forest Hills) encontraram maneiras de engajar residentes mais jovens com a criação de grupos noturnos em 2007. Além disso, alguns clubes têm sido bem-sucedidos em desenvolver programas destinados a atrair mulheres mais jovens. O Clube de Mulheres de Des Moines (Des Moines Women's Club), fundado em 1885, ainda apoia a comunidade com bolsas de estudo, uma exposição anual de arte e o apoio contínuo à sua casa histórica e ao museu, Hoyt Sherman Place. Shirlee Haizlip, presidente do Clube Ebell em Los Angeles, destaca o que torna os clubes femininos únicos: “É maravilhoso estar constantemente cercado por três gerações de mulheres”.
Os clubes de mulheres continuam suas missões originais de promover o bem-estar de suas comunidades. O GFWC concede o Prêmio Croly pela excelência em jornalismo sobre temas relacionados às mulheres e oferece bolsas de estudo para mulheres, especialmente para aquelas que sobreviveram à violência doméstica. O NACWC continua a ser uma das principais organizações sem fins lucrativos dos Estados Unidos, abordando questões contemporâneas como o combate à AIDS e à violência contra a mulher. Muitos clubes femininos atuais também proporcionam oportunidades culturais para suas comunidades. Grupos como o Alpha Home ainda prestam assistência a idosos negros, mantendo suas missões originais.
Os clubes femininos que sobreviveram até a era moderna demonstraram adaptabilidade em resposta às mudanças sociais ao longo do tempo. As missões de clubes como o Clube Colony (Colony Club), fundado em 1903, e o Clube Cosmopolitan (Cosmopolitan Club), fundado em 1909, permanecem relevantes e bem-sucedidas até hoje.
No início do século XXI, vários novos clubes femininos privados foram formados para apoiar redes pessoais e profissionais, como AllBright, Belizean Grove, The Riveter, The Wing e Chief. O crescimento desses clubes pode ser atribuído a fatores como avanços na tecnologia e ao isolamento causado pela pandemia de COVID-19 nos Estados Unidos.

## Impacto
Durante a era progressista, os clubes de mulheres desempenharam um papel fundamental na formação de suas comunidades e do país como um todo. Muitos ideais progressistas foram concretizados por meio das iniciativas e recursos desses clubes, incluindo a criação de jardins de infância, tribunais juvenis e a conservação de parques. Com uma forte base literária, os clubes de mulheres promoveram e arrecadaram fundos para escolas, universidades e bibliotecas, ajudando a expandir o acesso à educação e à cultura.
Além de suas contribuições educacionais e culturais, os clubes de mulheres frequentemente lideraram movimentos em questões de direitos civis. Eles denunciaram linchamentos, apoiaram os direitos das mulheres e lutaram pelo direito ao voto. Essas ações colocaram os clubes na vanguarda de vários movimentos sociais, utilizando suas plataformas e redes para promover mudanças significativas e avançar na luta por justiça e igualdade.

### Direitos civis
Os clubes femininos desempenharam um papel significativo na promoção dos direitos civis e na melhoria das condições das mulheres negras nos Estados Unidos. Alguns desses clubes também se empenharam em compreender e mitigar o medo e a hostilidade direcionados aos imigrantes no final do século XX. As casas de assentamento, criadas por clubes de mulheres, foram fundamentais na integração de imigrantes europeus, oferecendo apoio e recursos essenciais para sua adaptação.
O Clube Fannie Jackson Coppin (Fannie Jackson Coppin Club), fundado em 1899 por membros da Igreja Batista Beth Eden, uma das instituições religiosas afro-americanas mais antigas de Oakland, Califórnia, foi criado para “oferecer serviços de hospitalidade e hospedagem a visitantes afro-americanos que não eram bem-vindos nos hotéis e outras empresas segregadas” do estado. Enquanto alguns clubes de mulheres brancas promoveram a dessegregação desde o início, esses esforços muitas vezes tinham um escopo limitado. Por exemplo, o Clube de Mulheres de Chicago (Chicago Woman's Club) admitiu sua primeira sócia negra, Fannie Barrier Williams, após um longo processo de aprovação, que incluiu uma decisão formal de não excluir ninguém com base na raça. Embora a colaboração entre clubes de diferentes raças fosse rara, a YWCA e a Associação de Mulheres do Sul para a Prevenção de Linchamentos (Association of Southern Women for the Prevention of Lynching - ASWPL) ocasionalmente trabalhavam em parceria em iniciativas birraciais.
O Conselho Missionário de Mulheres da Igreja Metodista do Sul se manifestou publicamente contra o linchamento, e clubes de mulheres como a Associação de Clubes de Mulheres do Texas (Texas Association of Women's Clubs) também denunciaram esses atos de violência. A ASWPL tinha como objetivo erradicar os linchamentos nos Estados Unidos e desempenhou um papel crucial na denúncia desses crimes.
Na década de 1950, grupos como o NACWC começaram a apoiar ativamente a dessegregação. A Federação de Clubes de Mulheres de Cor de Montana (Montana Federation of Colored Women's Clubs) liderou campanhas pelos direitos civis entre 1949 e 1955 e ajudou a elaborar legislação anti-segregação. O Conselho Político das Mulheres de Montgomery também teve um papel importante no início do boicote aos ônibus de Montgomery em 1955, um evento crucial no movimento pelos direitos civis.

### Educação
Os clubes femininos foram amplamente reconhecidos por seus esforços em promover a educação em todo o país. No final do século XIX e início do século XX, muitos clubes de mulheres fizeram a inclusão de mulheres nas diretorias de escolas uma prioridade. Eles também influenciaram questões práticas sobre o ambiente escolar, como o tamanho das salas de aula; por exemplo, o Clube de Mulheres da Cidade de Chicago fez um apelo para limitar o número de crianças por classe a trinta. Além disso, os clubes de Chicago patrocinaram a merenda escolar para os alunos e protestaram contra cortes nos salários dos professores. Os clubes de mulheres negras, por sua vez, criaram oportunidades educacionais para suas comunidades, frequentemente ignoradas pelas instituições predominantes.
Os jardins de infância e as escolas maternais dos Estados Unidos têm suas origens em iniciativas de clubes de mulheres. A primeira escola maternal nos Estados Unidos foi estabelecida por clubes de mulheres e suas sócias em Chicago. Em 1893, o Clube de Mulheres de El Paso (Woman's Club of El Paso) inaugurou o primeiro jardim de infância no estado do Texas. Os clubes de mulheres também estiveram ativamente envolvidos na criação de escolas para meninos e meninas delinquentes. A Associação de Clubes de Mulheres do Texas (TAWC) dedicou várias décadas a criar o que mais tarde se tornaria a Escola Estadual Crockett, originalmente concebida para ajudar meninas negras "delinquentes”.
Os clubes femininos desempenharam um papel significativo no treinamento vocacional e na promoção de opções educacionais adicionais para jovens. O Clube de Mulheres da Cidade, em colaboração com o Clube de Mulheres de Chicago e a Associação Americana de Mulheres Universitárias, criou o Escritório de Supervisão Vocacional. Esse escritório tinha como objetivo “ter um interesse pessoal nas crianças em idade escolar, trabalhando diretamente para colocá-las em empregos apropriados quando deixassem a escola” e também estabeleceu bolsas de estudo para estudantes carentes. O Clube de Mulheres de Chicago arrecadou US$ 40.000 para fundar uma escola industrial para meninos em Glenwood, Illinois. Hester C. Jeffrey fundou clubes de mulheres que ajudaram a levantar fundos para que jovens negras pudessem estudar no que viria a ser o Instituto de Tecnologia de Rochester. Além disso, clubes como o Clube de Mulheres de Chicago ensinaram habilidades profissionais para cegos.
Muitos clubes de mulheres acreditavam que a educação obrigatória para jovens era uma solução para os problemas relacionados ao trabalho infantil. Em Chicago, o Clube de Mulheres da Cidade colaborou com outros clubes para ajudar alunos a permanecer na escola após os 14 anos. A Associação de ex-alunos de Illinois desempenhou um papel fundamental na elaboração de uma lei em 1897 que garantiu que crianças entre sete e quatorze anos frequentassem a escola por pelo menos dezesseis semanas por ano.
Os clubes femininos também influenciaram e apoiaram a criação do ensino superior. A Federação de Clubes de Mulheres do Texas foi uma força significativa na fundação da Universidade da Mulher do Texas. Os clubes femininos ajudaram a arrecadar fundos para a construção de novos prédios universitários e criaram fundos de bolsas de estudo para suas comunidades. Eles também promoveram pesquisas que mostraram os benefícios da educação superior para as mulheres. Atualmente, os clubes femininos continuam a patrocinar bolsas de estudo para o ensino superior, perpetuando seu compromisso com a educação e o empoderamento feminino.

#### Arte e música
As atividades dos clubes femininos foram amplamente reconhecidas por seu papel em promover a apreciação pela arte em todo o país. Muitas mulheres dos clubes doavam obras de arte para escolas, enquanto outros clubes criavam coleções de arte itinerantes e bibliotecas de arte para suas comunidades. Além disso, os clubes frequentemente organizavam exposições de arte. Por exemplo, o FFWC promoveu "Old Folks at Home", de Stephen Foster, como a canção do estado.
As mulheres afro-americanas também desempenharam um papel importante na promoção das artes, com um foco particular na celebração das tradições e da cultura afro-americanas, incluindo música, teatro e dança. No final do século XIX e início do século XX, as "clubwomen" se viam como guardiãs da arte e da tradição de suas comunidades. A Associação de Clubes de Mulheres de Cor de Chicago e do Distrito Norte (Chicago and Northern District Association of Colored Women's Clubs - CNDA) recebeu artistas renomadas, como Etta Moten, e organizou a exposição "The Negro in Art Week" em 1927, que destacou a arte, literatura e música africanas.

### Meio ambiente e conservação

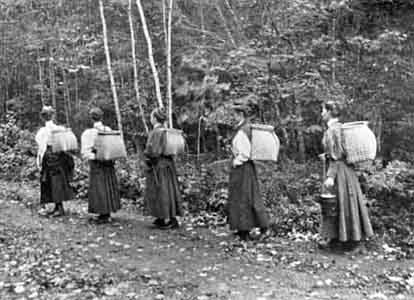
Mulheres nas Montanhas Adirondack, foto de Katherine Elizabeth McClellan, 1898.

Os clubes femininos desempenharam um papel significativo na proteção dos recursos naturais e na conservação ambiental. Muitos clubes iniciaram suas atividades com o objetivo de embelezar suas cidades e estados. Eles patrocinavam e mantinham playgrounds e cemitérios, e, mais tarde, expandiram seus esforços para projetos de reflorestamento. Por exemplo, um clube feminino de Michigan trabalhou para reflorestar partes do estado, enquanto em Idaho, clubes de mulheres ajudaram a impedir a extração de madeira em florestas nacionais. Desde 1890, o GFWC tem se envolvido em questões relacionadas à silvicultura e conservacionismo, operando um comitê dedicado à silvicultura. Esse comitê divulgava informações sobre conservação para os 800.000 membros da organização. Em 1915, o GFWC patrocinou uma pesquisa das áreas naturais cênicas dos Estados Unidos para identificar regiões que precisavam de proteção. À medida que áreas ambientalmente frágeis começaram a ser desenvolvidas, muitas mulheres se opuseram a essas iniciativas. Elas atuaram tanto nos clubes existentes quanto na criação de novos clubes voltados para a conservação, com o objetivo de proteger e preservar o meio ambiente.
Os clubes femininos desempenharam um papel essencial na criação e preservação de importantes áreas naturais. Sob a liderança de Virginia McClurg, as organizações de mulheres do Colorado apoiaram a criação do Parque Nacional de Mesa Verde. A Federação de Clubes de Mulheres do Colorado (Colorado Federation of Women's Clubs - CFWC) ajudou McClurg e formou um comitê que se tornou a Associação de Moradias nos Penhascos do Colorado (Colorado Cliff Dwellings Association). Na Califórnia, clubes de mulheres foram ativos na preservação das árvores Sequoia e se opuseram à construção da represa Hetch Hetchy, que ameaçava destruir o meio ambiente. Em 1916, May Mann Jennings e a Federação de Clubes de Mulheres da Flórida (Florida Federation of Women's Clubs) fizeram campanha para a criação do Parque Estadual Royal Palm, que eventualmente se tornou o núcleo do Parque Nacional Everglades. Os clubes femininos de Idaho contribuíram para a criação de alguns dos primeiros parques nacionais, e em Utah, desempenharam um papel fundamental na preservação do Monument Valley. Na Pensilvânia, clubes femininos realizaram um lobby bem-sucedido para a criação do Departamento de Florestas do Estado. Em 1916, a GFWC apoiou a criação do Serviço Nacional de Parques.
Na década de 1930, as mulheres do clube envolvidas na PEO Sisterhood protegeram as Great Sand Dunes no Colorado. No Novo México, a área de recreação Valley of Fires foi criada com o trabalho do Clube de Mulheres de Carrizozo.
Os clubes de mulheres também desempenharam um papel crucial na preservação de áreas históricas. Em 1856, a Associação de Senhoras de Mount Vernon (Mount Vernon Ladies' Association - MVLA) iniciou o processo de restauração e preservação da histórica residência de George Washington, Mount Vernon. Além de seus esforços em preservação e conservação, os clubes femininos nos Estados Unidos, especialmente as mulheres envolvidas no movimento do Clube Afro-Americano, foram pioneiros em estratégias de ativismo ambiental que estabeleceram a base para a justiça ambiental moderna. Muitas mulheres negras criaram “espaços redentores” para imigrantes negros do sul rural nas cidades do norte dos Estados Unidos. Elas reaproveitaram edifícios abandonados, transformando-os em centros comunitários, casas de assentamento, parques e playgrounds”.

#### Saneamento
Os clubes femininos, como o Clube de Mulheres da Cidade de Chicago e o Clube de Mulheres de Chicago, estiveram envolvidos em questões relacionadas à eliminação de resíduos e ao saneamento. O Clube de Mulheres da Cidade, em particular, concentrou-se na saúde e na segurança da cidade, contrastando com grupos masculinos que estavam mais interessados em lucrar com o saneamento. Em contraste, o Clube de Mulheres de Carrizozo (Carrizozo Woman's Club), no Novo México, desempenhou um papel ativo em trazer melhorias no saneamento para sua cidade.

### Saúde
As sócias de clubes femininos estiveram ativamente envolvidas na reforma hospitalar e na criação de instituições de saúde. Em Seattle, Anna Herr Clise fundou o que viria a se tornar o Hospital Infantil de Seattle. Outros clubes ajudaram a estabelecer centros de saúde e clínicas em diversas comunidades.
Além de suas contribuições para a criação de hospitais, os clubes femininos desempenharam um papel crucial na melhoria da higiene pública e na segurança de alimentos e medicamentos. Em novembro de 1884, foi criada na cidade de Nova York a Associação Protetora da Saúde das Senhoras (Women's Health Protective Association), com o objetivo de enfrentar as condições insalubres no distrito de matadouros. Em 1897, essa associação se tornou uma organização nacional. As mulheres do Movimento de Alimentos Puros, incluindo o Comitê de Alimentos Puros do GFWC, fizeram lobby para a aprovação da Lei de Alimentos e Medicamentos Puros, uma legislação federal importante. Em Indiana, as mulheres do clube garantiram a criação de um laboratório estadual de higiene, supervisionado pelo conselho de saúde, responsável pela análise de alimentos e medicamentos e pela aplicação das leis de saúde. Além disso, clubes como o Clube de Mulheres de Plymouth realizaram inspeções em restaurantes de forma independente, quando não havia regulamentações específicas para garantir a segurança alimentar. As mulheres também estiveram envolvidas na promoção de água potável limpa e segura em suas comunidades, reforçando seu compromisso com a saúde pública e a segurança sanitária.
Muitos clubes femininos estiveram ativamente envolvidos no movimento de controle de natalidade e na promoção da educação sexual. Esses clubes frequentemente organizavam palestras com especialistas em controle de natalidade. O Clube de Mulheres de Chicago desempenhou um papel significativo ao ajudar a formar a Liga de Controle de Natalidade de Illinois (Illinois Birth Control League), que mais tarde estabeleceu clínicas em Chicago para fornecer serviços e educação. Em Reading, Pensilvânia, em 1937, o Clube de Mulheres patrocinou um programa de rádio com a participação de Margaret Sanger, uma das figuras proeminentes do movimento de controle de natalidade, para falar sobre questões relacionadas ao planejamento familiar e à saúde reprodutiva.

### Bibliotecas

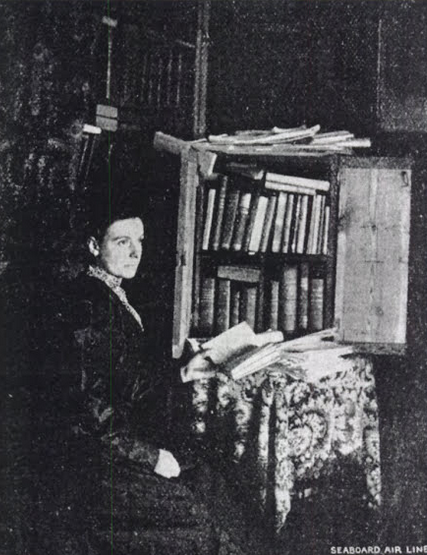
Willie Massey, chefe da biblioteca em Van Wyck, Carolina do Sul. 1899.

O GFWC desenvolveu uma agenda nacional para expandir o acesso às bibliotecas em todo o país, acreditando que a disponibilidade de livros poderia melhorar a vida das pessoas. Os clubes femininos desempenharam um papel fundamental na fundação de muitas bibliotecas públicas, contribuindo com coleções de livros, arrecadando dinheiro para a construção de prédios por meio de diversas atividades ao longo dos anos, atuando como bibliotecárias, catalogando as primeiras coleções, e recrutando líderes masculinos para garantir financiamento público. Após a criação das bibliotecas públicas, os clubes de mulheres também fizeram lobby nas legislaturas estaduais e buscaram financiamento do Fundo da Biblioteca Carnegie. Estima-se que os clubes femininos tenham fundado entre 75% e 80% das bibliotecas públicas dos Estados Unidos, de acordo com a Associação Americana de Bibliotecas (ALA) e o GFWC. Em Nova York, Melvil Dewey reconheceu que as mulheres dos clubes eram “fortes aliadas” na promoção das bibliotecas.
Além de apoiar a criação de bibliotecas públicas, muitos clubes femininos criaram suas próprias bibliotecas particulares e, com base nessa experiência, buscaram estabelecer bibliotecas comunitárias acessíveis a todos. Por exemplo, o Clube de Mulheres de Bala Cynwyd (Woman's Club of Bala Cynwyd) foi fundado com o objetivo principal de criar uma biblioteca pública em Bala Cynwyd, Pensilvânia. No Colorado, os clubes de mulheres colaboraram com o governo estadual para estabelecer “bibliotecas itinerantes”, que se tornaram populares e bem recebidas no início do século XX em todo o país. Na Geórgia, as bibliotecas itinerantes dos clubes foram usadas para combater o analfabetismo tanto em comunidades brancas quanto negras. Na Carolina do Sul, embora as bibliotecas itinerantes fossem propriedade dos clubes de mulheres, elas estavam disponíveis ao público.
No Texas, o Clube Literário das Solteiras (Bachelor Girl's Literary Club) foi responsável pela criação da primeira biblioteca pública do condado de Cherokee. A Biblioteca Pública de El Paso foi estabelecida em grande parte por membros do Clube de Mulheres de El Paso (Woman's Club of El Paso). A Federação de Clubes de Mulheres do Texas (TFWC) desempenhou um papel crucial na criação da Comissão de Biblioteca e Arquivos do Estado do Texas (Texas State Library and Archives Commission) e da Comissão Histórica do Texas (Texas Historical Commission), influenciando a fundação de cerca de setenta por cento das bibliotecas do estado. Em Mount Pleasant, Iowa, as mulheres do clube ajudaram a garantir impostos para sustentar sua biblioteca pública. Em Kentucky e Tennessee, alguns clubes cobraram impostos dos associados para apoiar suas bibliotecas. Quando as bibliotecas enfrentaram ameaças de fechamento, clubes como o Clube de Mulheres de Norfolk (Woman's Club of Norfolk) se mobilizaram para protestar e garantir sua continuidade.

### Reforma

#### Trabalho
No final do século XIX, os clubes de mulheres desempenharam um papel ativo no rastreamento e na investigação do trabalho infantil e das condições de trabalho em geral nos Estados Unidos. Esses clubes trabalharam para reduzir o número de horas que as crianças podiam trabalhar, como foi o caso em Indiana.
Alguns clubes femininos também se envolveram diretamente em greves trabalhistas. O Clube de Mulheres da Cidade de Chicago, por exemplo, participou na resolução de conflitos relacionados a greves e pediu que os piqueteiros fossem protegidos por mulheres policiais. Além disso, o Clube de Mulheres de Chicago ajudou a formar a Aliança da Mulher de Illinois (Illinois Woman's Alliance - IWA), que se dedicava a evitar a exploração de mulheres em fábricas. Organizações lideradas por mulheres, como a Liga Nacional de Consumidores (National Consumers League - NCL), desenvolveram um “selo branco” para identificar lojas que atendiam aos padrões da organização em relação a salários mínimos e horas de trabalho decentes, ajudando a promover melhores condições de trabalho para todos.

#### Reforma legal
Os clubes femininos desempenharam um papel significativo na criação e reforma de tribunais juvenis. Em 1899, o Clube de Mulheres de Chicago solicitou a fundação do primeiro juizado de menores em Chicago, acreditando que as crianças não deveriam ser tratadas como adultos no sistema judiciário. As associadas do clube frequentemente acompanhavam as crianças no tribunal para garantir que fossem tratadas com justiça. Além disso, em 1886, o Clube de Mulheres de Chicago criou a Agência de Proteção para Mulheres e Crianças para apoiar essas causas.
A legislação sobre menores também evoluiu com o tempo, reconhecendo as crianças sem tutores legais como dependentes do Estado. Em 1906, havia tribunais juvenis em vinte e cinco estados, e esses tribunais foram amplamente elogiados. A Sra. John Dickinson Sherman destacou a importância do movimento, afirmando que, mesmo que os clubes não tivessem realizado mais nada, a criação desses tribunais já teria valido a pena. Além de Chicago, os clubes de mulheres ajudaram a promover leis de juizados de menores em Ohio, Missouri e Los Angeles.
Os clubes femininos também foram ativos na reforma das leis de casamento para beneficiar as mulheres. Antes da aprovação da Lei de Expatriação em 2 de março de 1907, que determinava que uma mulher adquiria a cidadania do marido ao casar, as mulheres precisavam lutar para obter uma identidade cívica ou legal independente. As leis de casamento continuaram a variar de estado para estado até que, em 1922, o Congresso dos Estados Unidos aprovou o Ato das Mulheres Casadas, concedendo às mulheres casadas sua própria nacionalidade. Em 1936, o Congresso criou uma disposição que permitia às mulheres que haviam perdido a cidadania devido ao casamento e não eram mais casadas a retomar sua lealdade aos Estados Unidos.
Além disso, os clubes femininos se envolveram na reforma das leis de consentimento. O Clube de Mulheres de Chicago, por exemplo, apresentou projetos de lei que aumentaram a idade de consentimento de 14 para 18 anos. Esses clubes também trabalharam para afirmar o direito das mulheres de se recusar a ter relações sexuais com seus maridos se assim o desejassem.

#### Reforma das prisões
A União Cristã de Temperança Feminina (Women's Christian Temperance Union - WCTU) do estado de Washington desempenhou um papel importante na reforma das condições carcerárias ao solicitar, em 1902, que a cidade de Spokane contratasse uma agente carcerária para cuidar das mulheres presas. Elizabeth Gurley Flynn também foi uma figura crucial ao expor o abuso sexual de mulheres nas cadeias durante o Movimento de Liberdade de Expressão de 1909. Sua atuação ajudou a pressionar a cidade de Spokane a instalar uma matrona feminina na cadeia, garantindo uma supervisão mais adequada das mulheres encarceradas.
O Clube de Mulheres de Chicago, por sua vez, foi pioneiro em advogar pela criação de uma diretora de cadeia, começando a promover essa ideia em 1884. Em Los Angeles, as mulheres do clube tiveram sucesso em influenciar a cidade a nomear policiais do sexo feminino, promovendo a inclusão de mulheres nas forças de segurança e melhorando a representação feminina na polícia.

#### Moda
Os clubes femininos também se interessaram por moda, abordando questões como o uso de espartilhos e roupas apertadas, que começavam a ser vistas como prejudiciais à saúde. Além disso, os clubes se opuseram ao uso de penas de pássaros na moda feminina, promovendo uma abordagem mais ética e consciente.
Além de suas iniciativas reformistas, os clubes femininos utilizaram a moda como uma plataforma para destacar as artes criativas. Por exemplo, o CNDA organizou desfiles de moda nas décadas de 1930 e 1940 que não apenas exibiam roupas, mas também incluíam recitais de música e dança realizados no Savoy Ballroom, combinando moda e artes de forma inovadora e culturalmente enriquecedora.

### Sufrágio

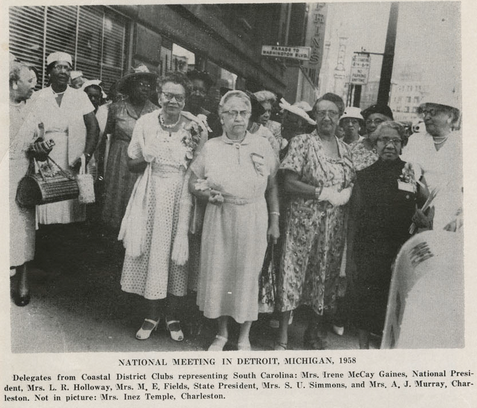
Delegadas representando os clubes femininos da Carolina do Sul em Detroit, em 1958.

Os clubes femininos desempenharam um papel significativo no movimento sufragista, especialmente na luta pelo direito de voto das mulheres. Antes da conquista do sufrágio, os clubes femininos frequentemente formavam parcerias com organizações solidárias dirigidas por homens para avançar em seus objetivos. O foco no sufrágio feminino começou a se intensificar na segunda metade do século XIX. Em 1868, Kate Newell Doggett, uma botânica, ajudou a fundar uma seção da Sorosis em Chicago, o primeiro grupo de mulheres na cidade a se concentrar no sufrágio. Mais tarde, o Clube de Mulheres de Chicago se tornou um importante aliado na promoção do sufrágio.
Após a Guerra Civil, surgiram outras organizações dedicadas especificamente ao sufrágio, refletindo o crescimento tanto dos clubes femininos quanto das organizações sufragistas.
Os clubes femininos afro-americanos, como o NACW, desempenharam um papel duplo ao lutar não apenas pelo sufrágio feminino, mas também pelos direitos de voto dos homens negros. Muitas mulheres negras se envolveram em grupos como a Associação Nacional pelo Sufrágio Feminino (National Woman Suffrage Association - NWSA) e a Associação Americana pelo Sufrágio Feminino (American Woman Suffrage Association - AWSA). A Convenção Nacional Batista da Mulher (National Baptist Woman's Convention) também apoiou o sufrágio, refletindo o engajamento das mulheres negras na causa.
Os clubes femininos organizavam palestras e eventos para promover o sufrágio, frequentemente convidando líderes do movimento para falar. Após a conquista do direito de voto, esses clubes continuaram a apoiar as mulheres na prática de seus novos direitos e na melhor forma de utilizá-los. No entanto, o movimento sufragista também foi influenciado por fatores como o declínio do número de associados durante períodos de crise, como a Grande Depressão, quando as mulheres se reagrupavam para realizar trabalhos de caridade e continuar seus esforços em prol da justiça social.

### Temperança
Os clubes femininos desempenharam um papel ativo na defesa da proibição do álcool. A União Cristã de Temperança das Mulheres (WCTU) foi uma das principais organizações envolvidas nessa causa. A Federação de Clubes de Mulheres da Flórida (Florida Federation of Women's Clubs - FFWC) também apoiou fortemente o movimento de temperança no estado. Muitas mulheres envolvidas com o movimento acreditavam que restringir o acesso ao álcool reduziria os "males sociais", como jogos de azar, prostituição e violência doméstica.
Além disso, havia uma crença significativa de que garantir o direito de voto às mulheres ajudaria a promover a proibição do álcool. Tanto os grupos de temperança afro-americanos quanto os brancos estavam comprometidos com o sufrágio feminino, vendo-o como um meio crucial para alcançar seus objetivos de reformar a sociedade e reduzir os problemas associados ao consumo de bebidas alcoólicas.

## Clubes notáveis
- Associação Cristã de Moças (Young Women's Christian Association - YWCA);[201]
- Associação de ex-alunos de faculdades (Association of Collegiate Alumnae);[202]
- Associação de Clubes de Mulheres do Texas (Texas Association of Women's Clubs);[109]
- Associação de Mulheres do Sul para a Prevenção de Linchamentos (Association of Southern Women for the Prevention of Lynching);[203]
- Associação de Senhoras de Mount Vernon (Mount Vernon Ladies' Association);[204]
- Associação de Proteção à Saúde da Mulher (Woman's Health Protective Association);[205]
- Associação Nacional de Mulheres de Cor (National Association of Colored Women - NACW);[71]
- Clube de Mulheres da Cidade de Nova York (Women's City Club of New York - WCC);[206]
- Clube de Mulheres da Nova Inglaterra (New England Women's Club);[207]
- Clube de Mulheres de Charlotte (Charlotte Woman's Club);[208]
- Clube de Mulheres de Chicago (Chicago Woman's Club);[209]
- Clube de Mulheres de El Paso (Women's Club of El Paso);[118]
- Clube de Mulheres de Houston Heights (Houston Heights Woman's Club);[210]
- Clube de Mulheres de San Pedro (San Pedro Woman's Club);[211]
- Clube de Mulheres Frederick Douglass (Frederick Douglass Woman's Club);[212]
- Clube de Sufrágio Alpha (Alpha Suffrage Club)
- Clube Francisca (Francisca Club);[213]
- Clube Phillis Wheatley (Phillis Wheatley Club);[214]
- Clube Sulgrave (Sulgrave Club);[215]
- Comitê Conjunto do Congresso das Mulheres (Women's Joint Congressional Committee);[216]
- Conselho Nacional de Mulheres Judias (National Council of Jewish Women);[217]
- Federação de Clubes de Mulheres de Cor da Carolina do Sul (South Carolina Federation of Colored Women's Clubs - SCRCWC);[218]
- Federação de Clubes de Mulheres de Cor do Estado do Mississippi (Mississippi State Federation of Colored Women’s Clubs);[219]
- Federação de Clubes de Mulheres do Texas (Texas Federation of Women's Clubs);[124]
- Federação de Clubes Femininos do Colorado (Colorado Federation of Women's Clubs);[220]
- Federação Estadual de Clubes de Mulheres de Cor de Indiana (Indiana State Federation of Colored Women's Clubs);[221]
- Federação Geral de Clubes de Mulheres (General Federation of Women's Clubs);[222]
- Filhas da Revolução Americana (Daughters of the American Revolution);[223]
- Filhas Unidas da Confederação (United Daughters of the Confederacy);[224]
- Liga das Mulheres Eleitoras (League of Women Voters);[225]
- Mulheres Coloniais da América (Colonial Dames of America);
- Sociedade Ebell (Ebell Society);[226]
- Sociedade Nacional das Damas Coloniais da América (National Society of the Colonial Dames of America);[227]
- Sociedade Religiosa e Moral Feminina de Cor (Colored Female Religious and Moral Society);[228]
- Sorosis;[229]
- União de Bairros de Atlanta (Atlanta Neighborhood Union).[230]
- União Feminina de Temperança Cristã (Women's Christian Temperance Union).[231]

## Leituras adicionais
- Gere, Anne Ruggles (1997). Intimate Practices: Literacy and Cultural Work in U.S. Women's Clubs, 1880-1920. [S.l.]: University of Illinois Press. ISBN 9780252066047
- Leypoldt, Augusta H. (1895). List of Books for Girls and Women and Their Clubs. [S.l.]: American Library Association
- Morris-Crowther, Jayne (2013). The Political Activities of Detroit Clubwomen in the 1920s: A Challenge and a Promise. [S.l.]: Wayne State University Press. ISBN 9780814338162